# Kapitäne der Landstraße

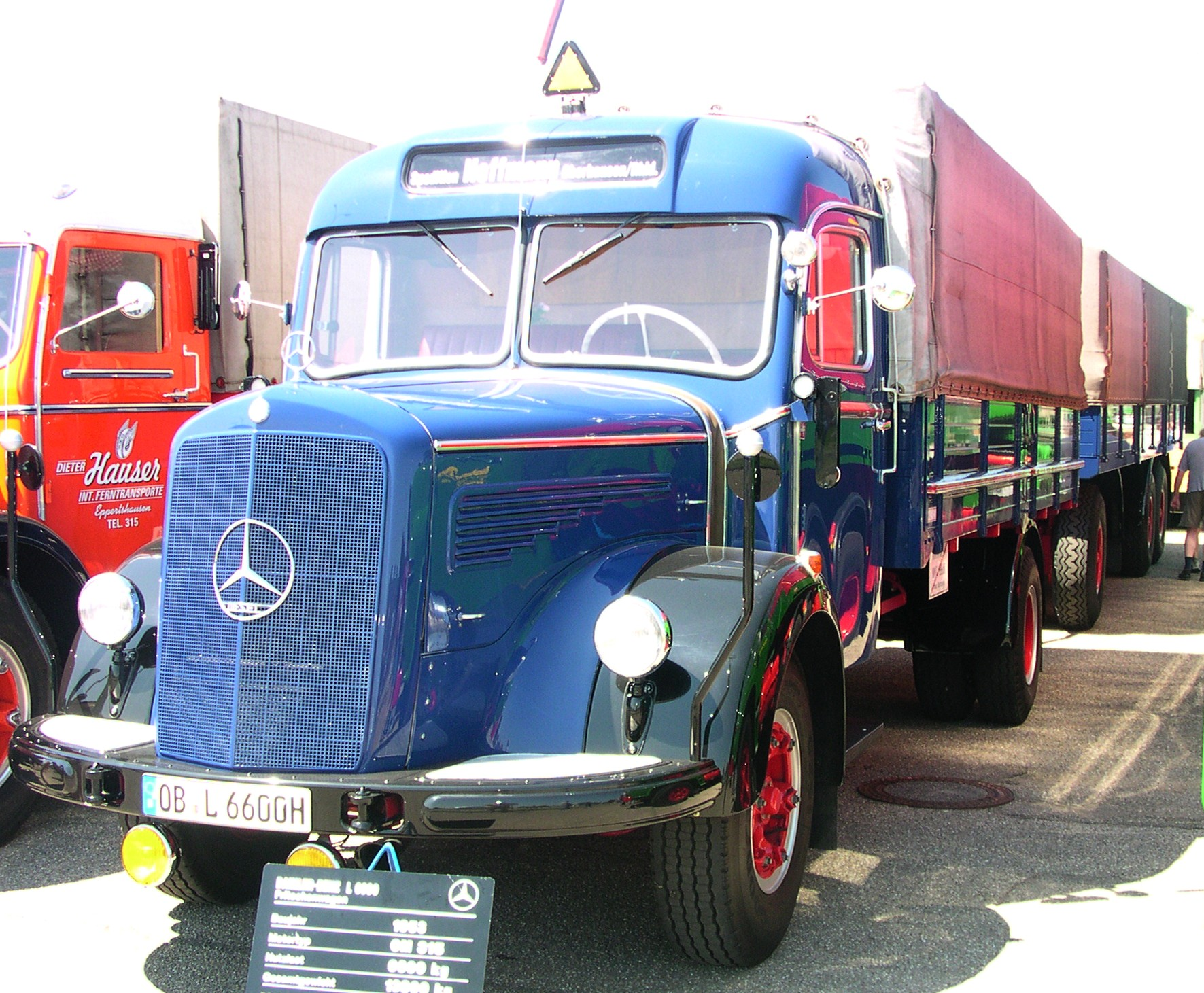
Mercedes-Benz L 6600 mit Dreiachsanhänger. Ein ähnlicher Lastzug wurde in der Serie eingesetzt.

Kapitäne der Landstraße war eine deutsche Fernsehserie in vier Folgen, die in den frühen 1960er Jahren spielt.
Sie wurde vom ATF Berlin für den Werbefunk Saar GmbH in Schwarz-Weiß für die ARD hergestellt und  1963 zuerst im ersten Programm beim Saarländischen Rundfunk im Vorabendprogramm ausgestrahlt, später auch im Vorabendprogramm anderer ARD-Sendeanstalten.  Auf Grund der Ausstrahlung in den Regionalprogrammen war auch die  Länge der einzelnen Folgen (knapp 22 Minuten) vorgegeben.  Hauptdarsteller waren Horst Niendorf  und Lutz Moik; als Gäste spielten unter anderem mit: Hellmut Grube und Barbara Peters. Regie führte Hansjörg Amon. 
Hauptdarsteller war aber auch ein Lastzug, wie er typisch für die 1950er Jahre war, ein  Mercedes-Benz L 6600 mit einem 24-Tonnen-Dreiachsanhänger. Typisch für die 1950er Jahre deshalb, weil das zulässige Gesamtgewicht dieses Zuges die ab 1960 zulässigen 32 Tonnen zGG überschritt. Besonders zu erwähnen ist an diesem  L 6600 das Serienfahrerhaus, das um ein Schwalbennest erweitert wurde. In der Folge 4 spielten 2 Berliet- und ein Faun-Kipper Nebenrollen.

## Folgen
| Folge 1: | 03.01.1963 | Der Mann im Nebel  |
| Folge 2: | 31.01.1963 | Fast ins Auge      |
| Folge 3: | 28.02.1963 | Der Möbeltransport |
| Folge 4: | 28.03.1963 | Die Ausreißerin    |